# Red Oak (Carolina del Nord)
Red Oak és una població dels Estats Units a l'estat de Carolina del Nord. Segons el cens del 2008 tenia 2.923 habitants.

## Demografia
Segons el cens del 2000, Red Oak tenia 2.723 habitants, 984 habitatges i 821 famílies. La densitat de població era de 53,9 habitants per km².
Dels 984 habitatges en un 38,3% hi vivien nens de menys de 18 anys, en un 74% hi vivien parelles casades, en un 6,6% dones solteres, i en un 16,5% no eren unitats familiars. En el 14,6% dels habitatges hi vivien persones soles el 6,5% de les quals corresponia a persones de 65 anys o més que vivien soles. El nombre mitjà de persones vivint en cada habitatge era de 2,77 i el nombre mitjà de persones que vivien en cada família era de 3,06.
Per edats la població es repartia de la següent manera: un 26,1% tenia menys de 18 anys, un 6,2% entre 18 i 24, un 28,8% entre 25 i 44, un 28,7% de 45 a 60 i un 10,2% 65 anys o més.
L'edat mediana era de 39 anys. Per cada 100 dones de 18 o més anys hi havia 94,3 homes.
La renda mediana per habitatge era de 54.958 $ i la renda mediana per família de 61.406 $. Els homes tenien una renda mediana de 40.718 $ mentre que les dones 26.091 $. La renda per capita de la població era de 22.616 $. Entorn del 5,7% de les famílies i el 6,7% de la població estaven per davall del llindar de pobresa.

## Poblacions més properes
El següent diagrama mostra les poblacions més properes.